# Colfiorito
Colfiorito è una frazione montana del comune di Foligno (PG), appartenente alla Circoscrizione n. 7 "Annifo - Colfiorito".

## Geografia fisica

### Territorio
Colfiorito sorge a 760 metri sul livello del mare su un altopiano di origine carsico-paludosa.
Dei sette altipiani che circondano Colfiorito (Altipiani di Colfiorito), che derivano dal prosciugamento di laghi, solo uno ospita ancora una palude in cui si possono incontrare specie rare di animali.
Il paese è il maggiore del vasto altopiano, di circa 300 ha, in cui si trova, ad una altitudine di 781 m s.l.m., lungo la Strada statale 77 della Val di Chienti che congiunge Foligno a Civitanova Marche; parte dell'altopiano ricade nel territorio del comune di Serravalle di Chienti, in provincia di Macerata. L'altopiano carsico deriva dal prosciugamento di sette conche lacustri, di cui rimane solo la palude. Colfiorito, secondo i dati Istat del censimento 2001, conta circa 400 residenti.

### Clima
La stazione meteorologica di Colfiorito è la stazione meteorologica di riferimento per la città di Colfiorito.
In base alla media trentennale di riferimento 1961-1990, la temperatura media del mese più freddo, gennaio, si attesta a +0,8 °C; quella del mese più caldo, luglio, è di +21,0 °C. In estate si possono facilmente superare i 30 gradi. L'escursione termica giornaliera è molto accentuata rendendo le notti estive fresche (a volte sotto i 10 gradi). Frequenti i temporali.
Le precipitazioni medie annue superano facilmente i 1000, mediamente distribuite in 99 giorni, con un minimo relativo in estate ed un picco in autunno.
La neve fa la sua apparizione circa quindici volte l'anno in paese, e quasi sempre con accumuli molto significativi. In media ci sono 83 giorni di gelo all'anno. In inverno a seguito di discese di aria fredda da Balcani/Siberia la temperatura minima può facilmente scendere sotto i -10 con punte vicine ai -20 occasionalmente, mentre le massime non salgono sopra lo 0.La primavera soprattutto la prima parte è fredda e spesso ai primi tepori primaverili seguono bruschi ritorni invernali con neve a Colfiorito anche in aprile. Qualche gelata la si può avere anche a maggio. L'autunno è piovoso e non troppo freddo la prima neve in genere arriva a novembre.
| Colfiorito                   | Mesi | Mesi | Mesi | Mesi | Mesi | Mesi | Mesi | Mesi | Mesi | Mesi | Mesi | Mesi | Stagioni | Stagioni | Stagioni | Stagioni | Anno |
| Colfiorito                   | Gen  | Feb  | Mar  | Apr  | Mag  | Giu  | Lug  | Ago  | Set  | Ott  | Nov  | Dic  | Inv      | Pri      | Est      | Aut      | Anno |
| ---------------------------- | ---- | ---- | ---- | ---- | ---- | ---- | ---- | ---- | ---- | ---- | ---- | ---- | -------- | -------- | -------- | -------- | ---- |
| T. max. media (°C)           | 4,7  | 6,0  | 10,6 | 14,0 | 19,1 | 23,2 | 27,9 | 27,2 | 22,5 | 16,0 | 9,6  | 5,1  | 5,3      | 14,6     | 26,1     | 16,0     | 15,5 |
| T. min. media (°C)           | −3,0 | −2,1 | 1,8  | 5,2  | 8,9  | 11,4 | 14,1 | 14,1 | 11,0 | 7,6  | 3,0  | −1,6 | −2,2     | 5,3      | 13,2     | 7,2      | 5,9  |
| Giorni di gelo (Tmin ≤ 0 °C) | 24   | 20   | 12   | 1    | 0    | 0    | 0    | 0    | 0    | 0    | 7    | 19   | 63       | 13       | 0        | 7        | 83   |
| Precipitazioni (mm)          | 71   | 73   | 69   | 80   | 79   | 59   | 48   | 58   | 85   | 80   | 101  | 84   | 228      | 228      | 165      | 266      | 887  |
| Giorni di pioggia            | 8    | 9    | 8    | 9    | 10   | 7    | 4    | 6    | 8    | 9    | 11   | 10   | 27       | 27       | 17       | 28       | 99   |

### Geologia e sismologia
La zona di Colfiorito è caratterizzata da un’elevata pericolosità sismica (zona 1). 
Nel suo territorio, di fatti, è localizzata la Faglia Colfiorito-Campotosto, la stessa faglia che nel 1997 ha generato il Terremoto di Umbria e Marche. La crisi tellurica si protrasse a lungo nel tempo, culminando con la scossa di magnitudo 6.0 (magnitudo momento), avvenuta alle ore 11:40 della mattina del 26 settembre 1997.

## Storia

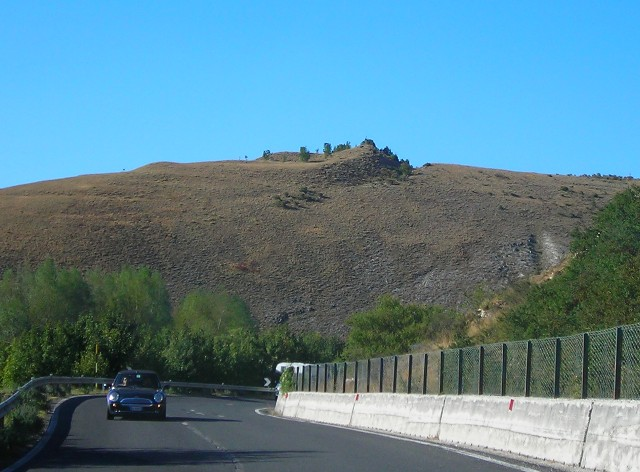
Il castelliere di monte Croce di Cassicchio.

Ai piedi del monte Orve, vicino all'attuale cimitero di Colfiorito, si trovano 250 tombe ad inumazione, corredate di ceramiche, armi in ferro, ed oggetti ornamentali, alcuni risalenti al X secolo a.C. Poco lontano si trovano resti di un villaggio dell'età del ferro (IX secolo a.C.).
Già durante il periodo romano, nel 178 a.C., l'abitato era municipio col nome di Plestia o Plestina. Scavi archeologici hanno messo alla luce resti di manufatti tardo-repubblicani, quali un foro, un tempio e altri edifici con pavimenti a mosaico e portici. Nel V secolo la città era sede di diocesi e tuttora è sede titolare. Nel X secolo, dopo l'abbandono della città di Plestia, nel sito venne ricostruita la chiesa cattedrale di Santa Maria, a testimonianza dell'importanza dell'area, strategico nodo di comunicazione tra l'Umbria e le regioni adriatiche, mentre l'abitato si stabilì sulla balza detta "Pizzale".
A partire dal XII secolo l'area in pianura si spopola e si ricostituisce attorno agli antichi castellieri, piccoli insediamenti fortificati pre-romani costruiti in cima ai colli circostanti (Annifo, Lignano, Popola). Nel 1269 il comune di Foligno costruì il castello, che assunse notevole importanza civile e militare.

### Seconda guerra mondiale: il campo di concentramento
Prima e durante la seconda guerra mondiale, Colfiorito ha ospitato un campo di prigionia fascista.

### Terremoto del 1997
Il 26 settembre 1997, alle 11.40, quella di Colfiorito è stata una delle zone maggiormente colpite da un potente terremoto di magnitudo momento 6.1, che ha causato notevoli danni ai territori abitati dell'Appennino Umbro-Marchigiano, tra cui Foligno, Nocera Umbra e Camerino.

## Monumenti e luoghi d'interesse

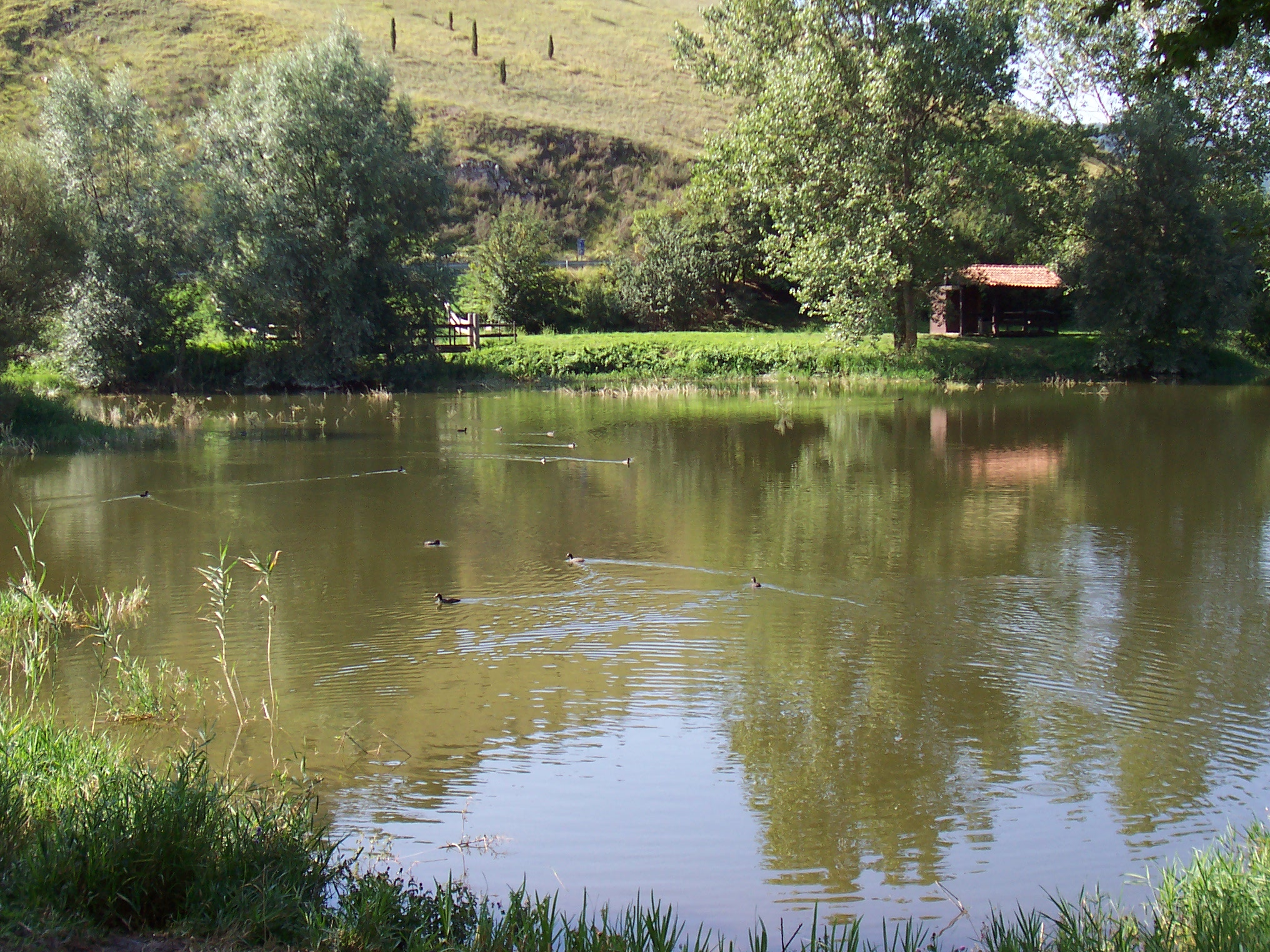
Laghetto Oasi di Colfiorito "La fagiolaia"

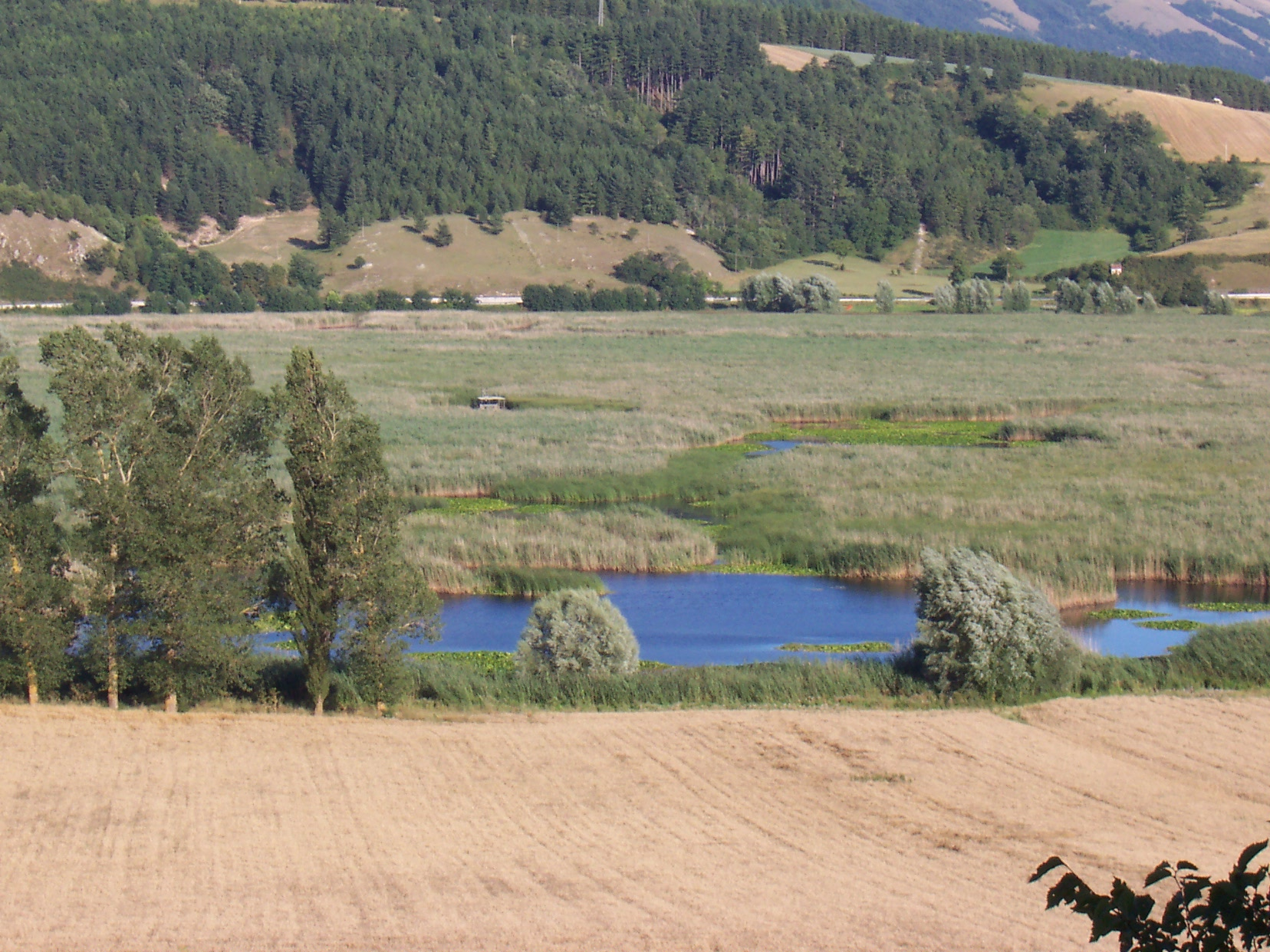
L'oasi-Lato nord

- Chiesa di Santa Maria di Pistia (o di Plestia), (V secolo), già cattedrale, è una basilica paleocristiana in stile proto-romanico e santuario di "confine", in prossimità dell'abitato di Colfiorito.
- Castello di Colfiorito (1269).
- Castelliere del monte Orve.
- Molinaccio, presso Forcatura, resti di un antico molino alimentato dall'acque palustri che confluiscono in un inghiottitoio naturale.
- Botte dei Varano, collettore per il drenaggio delle acque dell'altipiano, costruito alla fine del Quattrocento, in cui ne è visibile anche un altro di epoca romana.
- Museo archeologico "Umbri Plestini"  Archiviato il 2 luglio 2014 in Internet Archive.
- Museo naturalistico del Parco di Colfiorito, che comprende anche una sezione dedicata all'Antartide.
- Convento di Brogliano

## Economia e manifestazioni

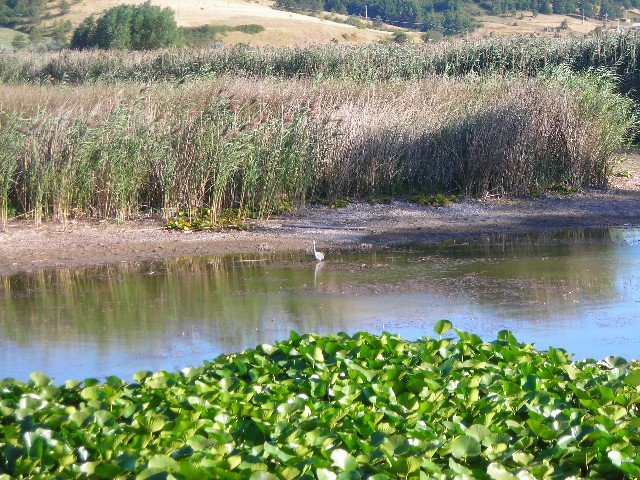
La palude vista dal belvedere del Molinaccio.

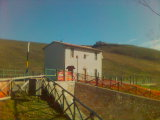
Il Molinaccio.

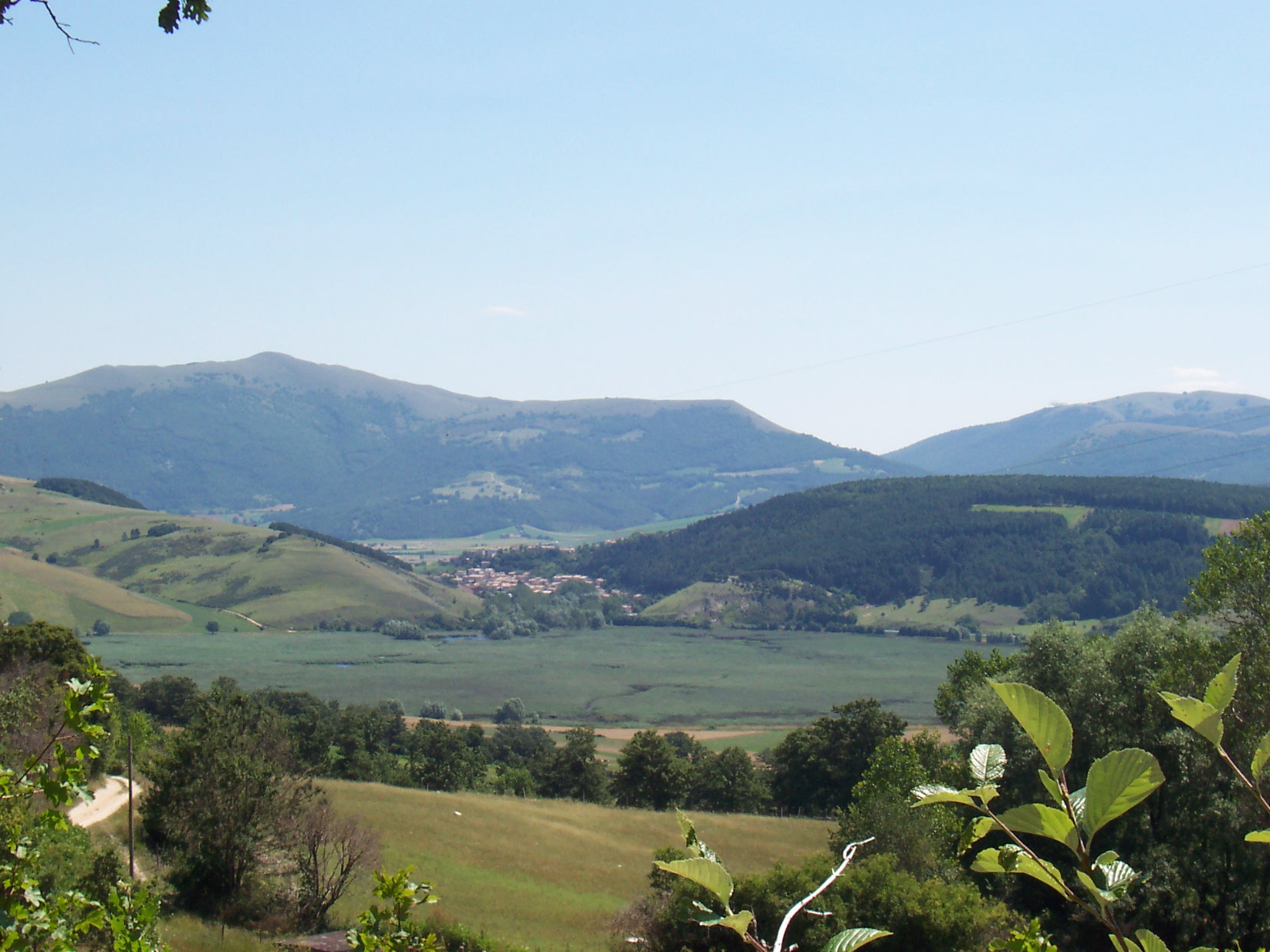
Colfiorito vista da Forcatura

Storicamente, l'altopiano è noto per la coltivazione della patata rossa e delle lenticchie, che vengono vendute direttamente anche dai piccoli produttori, costantemente presenti lungo la strada statale 77. Rilevante la presenza di allevatori e di aziende per la produzione di latticini. Di una certa importanza anche il settore alberghiero e della ristorazione. 
Dal 1995, notevole impulso è stato dato al turismo ambientale con l'istituzione di un parco naturale regionale. La palude di Colfiorito ne è la parte più significativa: tondeggiante, con superficie di circa 100 ha, coperta da una fitta vegetazione acquatica. La palude è protetta internazionalmente dalla convenzione di Ramsar (dal 1976), per la presenza di una torbiera, la ricchezza di specie vegetali e per l'avifauna (da citare il tarabuso).
Durante l'estate, la Sagra della Patata Rossa attira numerosi turisti e buongustai da Umbria e Marche.
Il Venerdì Santo si svolge una processione del Cristo Morto, molto suggestiva e di antica tradizione.
Sempre al periodo di Quaresima appartiene un popolare canto della Passione, che un gruppo di cantori spontaneamente aggregati proponeva nelle strade del paese o delle località limitrofe, fino agli anni '60, oggi solo su invito.

## Geografia antropica
Colfiorito è sede della VII circoscrizione di Foligno, Annifo-Colfiorito, comprendente le seguenti frazioni e località ufficialmente elencate dalla toponomastica del comune di Foligno: loc. Afrile, fraz. Annifo, loc. Arvello, loc. Cariè, fraz. Cassignano, loc. Costa d'Arvello, fraz. Fondi, loc. Seggio, fraz. Colfiorito, loc. Casette di Cupigliolo, loc. Borgarella (più nota come Porcarella, che probabilmente è il nome originario), loc. Cavallara, loc. Collelungo, loc. Cupigliolo, fraz. Forcatura, loc. Fraia, vocabolo Palarne, fraz. Pisenti, loc. Polveragna, fraz. Popola, loc. Rio, loc. Tesina.
In paese è presente una stazione dei Carabinieri (trasferitavi da Casenove dopo il terremoto del 1997), una banca, l'ufficio postale ed una farmacia, oltre ad altre attività commerciali anche di rilevanza nazionale.

## Sport
- Calcio a 5
- Trekking
- Mountain bike
- Sport equestri
- Motocross